# David Serero (architecte)
Pour les articles homonymes, voir David Serero et Serero.
David Serero est un architecte français né en 1974 à Grenoble. Considéré comme l’un des dix architectes d’avant-garde par le magazine Surface en 2002, il est lauréat du Prix de Rome (villa Médicis) en 2004. Il a également reçu en 2002, le prix des Nouveaux albums des jeunes architectes français (NAJA) et la même année, celui du Young Architects Forum de New York.
Il est diplômé en architecture a New York dans l'université Columbia et dans l’école d'architecture Paris-Villemin
Considéré comme l’un des dix architectes d’avant-garde par le magazine Surface en 2002, il est lauréat du Prix de Rome (villa Médicis) en 2004. Il a également reçu en 2002, le prix des Nouveaux albums des jeunes architectes français (NAJA) et la même année, celui du Young Architects Forum de New York.

## Carrière
Son travail se caractérise par une recherche singulière et personnelle sur les géométries complexes ou intelligentes appliquées aux enveloppes architecturales. Son projet d’auditorium pour la ville de Saint Cyprien témoigne de cette réflexion où l’utilisation de routine informatique tel que les branchages, a été utilisée pour générer des conditions de lumière et une ambiance intérieure proche d’un sous-bois. Son travail, par l’utilisation de formes organiques qu’il analyse et reprogramme, fait écho aux réalisations de l’architecte français Pierre Vincent ou à l’esthétique de l’architecte japonais Toyo Ito. Cette recherche l’a amené à travailler sur les thèmes de la performance et de la redondance, une démarche particulièrement visible dans ses propositions pour la plateforme temporaire imaginée à l’occasion des 120 ans de la Tour Eiffel, qui a d’ailleurs fait l’objet d’une vive polémique.
En 2010, son projet pour le nouvel espace culturel de Meudon-la-Forêt est lauréat de la consultation pour la restructuration d’un ilôt du quartier conçu entre autres par Fernand Pouillon.
David Serero assure aussi une activité de recherche et d’enseignement dans plusieurs écoles, notamment à l'École d'Architecture Malaquais où il est maître assistant associé, ainsi qu'à l'Ecole d'Architecture de Paris Val de Seine ou il enseigne la création numérique au groupe 1. Il s’intéresse en particulier aux questions de morphologie structurelle et aux performances des enveloppes architecturales. 
Il a également enseigné le projet d’architecture au Pratt Institute à New York et à l’université Columbia et animé de nombreux workshops d’architecture et de recherche en France, en Italie, en Autriche et aux États-Unis.
Ses projets sont présentés dans des expositions en France et à l’étranger comprenant le Pavillon de l’Arsenal, le MOMA, l’Architectural League de New York, la Villa Médicis à Rome et le Musée Mori à Tokyo.

## Serero Architectes Urbanistes (SAU)
Entreprise fondée à New York en 2000, puis installée depuis 2005 à Paris, SERERO Architectes est une agence d’architecture et d’urbanisme créée par David Serero. Elle porte une attention toute particulière à l’inscription urbaine ou paysagère des bâtiments sur lesquels elle travaille et veille à établir une relation forte entre site et architecture. Comprendre l’origine d’un lieu, son identité, et relever les impacts sociaux et culturels d’un nouveau projet font partie intégrante du travail de conception.
SERERO Architectes s’intéresse particulièrement aux problématiques de gestion de l’énergie et de la durabilité des bâtiments, notamment en incluant au sein de ses projets l’utilisation de dispositifs passifs de traitement des ambiances (ventilation et température) ou encore par un travail sur l’épaisseur verticale du bâtiment pour laisser pénétrer la lumière naturelle en son cœur.
En 2010 et 2011, l’agence SERERO Architectes remporte les concours pour le centre culturel de Meudon, l’extension de l’aéroport de Bâle/Mulhouse, la nouvelle bibliothèque de l’IUT d’Amiens et, plus récemment, le Musée de la Bataille de Fromelles, le Pôle Dervallières à Nantes et la Maison des Arts urbains à Epinay-Sous-Sénart..
En 2017, SERERO Architectes inaugure la médiathèque de Lezoux (63), dans le Puy-de-Dôme. La médiathèque est un vrai succès puisque, moins de 6 mois après son ouverture au public, la médiathèque comptait 5 adhérents, soit plus d'adhérents que la commune dans laquelle elle est construite. La médiathèque a reçu à ce titre, le Prix de l’Innovation décerné par le Grand Prix Livres Hebdo des Bibliothèques Francophones.
Le 2 février 2019, David Serero inaugure la médiathèque de Bayeux (Normandie).

### Principaux Projets
- 2018- : Réhabilitation de l'Ambassade du Ghana à Paris
- 2015-2019 : Médiathèque de Bayeux
- 2014-2017 : Médiathèque de Lezoux
- 2011- 2014 : Musée de la bataille de Fromelles

Projet lauréat concours
- 2011-2013 : Maison des arts urbains d'Épinay-Sous-Sénart

Projet lauréat concours
- 2011 – 2013 : Pôle des Dervallières à Nantes

Projet lauréat concours
- 2010-2013:	Espace culturel Meudon-la-Forêt

Projet lauréat concours
- 2010-2012:	Médiathèque de  Saint-Hilaire-du-Harcouet

Projet lauréat concours. En cours de réalisation
- 2009-2012:	Bibliothèque et amphithéâtre de L’IUT d’Amiens

Projet lauréat. En cours de réalisation.
- 2009-2010:	Création du Business Center de L’Aéroport de Bâle/Mulhouse

Projet lauréat. En cours de réalisation.
- 2009-2011:	Aménagement des abords de la  Tour first, EPAD, La Défense

Aménagement du quartier de la Défense 1 et de la Place des saisons. En cours de réalisation.
- 2008-2011:	Technopole Innovia, Construction de la pépinière d’entreprises et pôle de recherche Innovia  à Dole. Projet lauréat. En cours de réalisation.
- 2007-2010:	Centre Culturel d’Orcines, Construction du centre culturel avec école de musique, d’arts plastiques et de danse. Région Centre. Projet lauréat. En cours de réalisation.
- 2007-2011:	Auditorium et théâtre de Saint Cyprien, sud Roussillon

Construction et aménagement du nouveau théâtre de Saint Cyprien. Projet lauréat. Non réalisé.
- 2006-2009:	Musée Archéologique de la  Brèche et de la Noye, Breteuil

Construction et aménagement du musée d'archéologie de la Brèche et de la Noye, incluant le centre départemental de ressources archéologiques. Projet lauréat. En cours de réalisation.
- 2006-2007:	Scénographie des Expositions Diaspora d'Afrique et Arts du Bénin, Musée Du Quai Branly, Paris. Réalisé en octobre 2007.
- 2006:  Concours pour la construction du siège de l'OCI: organisation de la conférence islamique

Projet mentionné
- 2005:	Siège Social du Groupe Arcade, Puteaux

Rénovation et extension d’un immeuble de bureaux de 800 m2, Puteaux-La Défense. Réalisé.
- 2004-2005:	Dômes acoustiques à géométrie variable

Installation d’une conque acoustique de forme variable pour la salle de spectacle de la Villa Médicis à Rome. Réalisé.
- 2004-2012:	 Parc Hellenikon et développement urbain, Athènes, Grèce

Lauréat du concours international pour le réaménagement de l’ancien site de l’aéroport  international d’Athènes, 400 hectares de parc et 130 hectares de développent urbain. Projet lauréat. En cours de réalisation.
- 2004-2005:	Centre d’art de New York, Nycams

Centre d’Art contemporain et de résidence d’artistes de New York. Réalisé.
- 2004-2005:	Loft de verre, Résidence Cohen

Rénovation d’un loft à Soho de 400 m2, New York. Réalisé.
- 2004: 	Concours PS1/MOMA Pour L’aménagement du Musée De PS1

Sélectionné par le Musée d’Art Moderne de New York, New York, 2004, (finaliste).
- 2003-2008:	Art ARENA, Musée du film d'art Commande pour le musée du film d’art avec 45 salles de projections, une librairie, un restaurant, une cafétéria, et salle de conférence. Projet lauréat. En cours de réalisation.